# Z1 (automotrice)
Pour les articles homonymes, voir Z1.
La Z1 est un projet d'automotrice électrique proposé à la SNCF par le constructeur ANF en 1983.
Adaptation à la traction électrique sous courant alternatif monophasé 25 kV 50 Hz des autorails X 2200, le projet Z1 ne voit pas le jour en raison de la commande d'une version concurrente de la Z2.

## Origine du projet
Lorsque les premières automotrices Z2 sont livrées à la SNCF en 1980, il n'est pas prévu d'en fabriquer une version fonctionnant sous courant alternatif monophasé 25 kV 50 Hz, mais le besoin est réel : à cette date, aucune automotrice française n'est adaptée au monophasé. ANF, constructeur des autorails X 2200 qui viennent de lui être commandés, propose en juillet 1983 de concevoir une automotrice électrique répondant à ce besoin. La Z1 serait un X 2200 dont une chaîne de traction électrique remplacerait le moteur diesel. Ainsi, les frais d'étude de ce matériel auraient été très réduits.

## Caractéristiques et aménagements

### Caractéristiques techniques

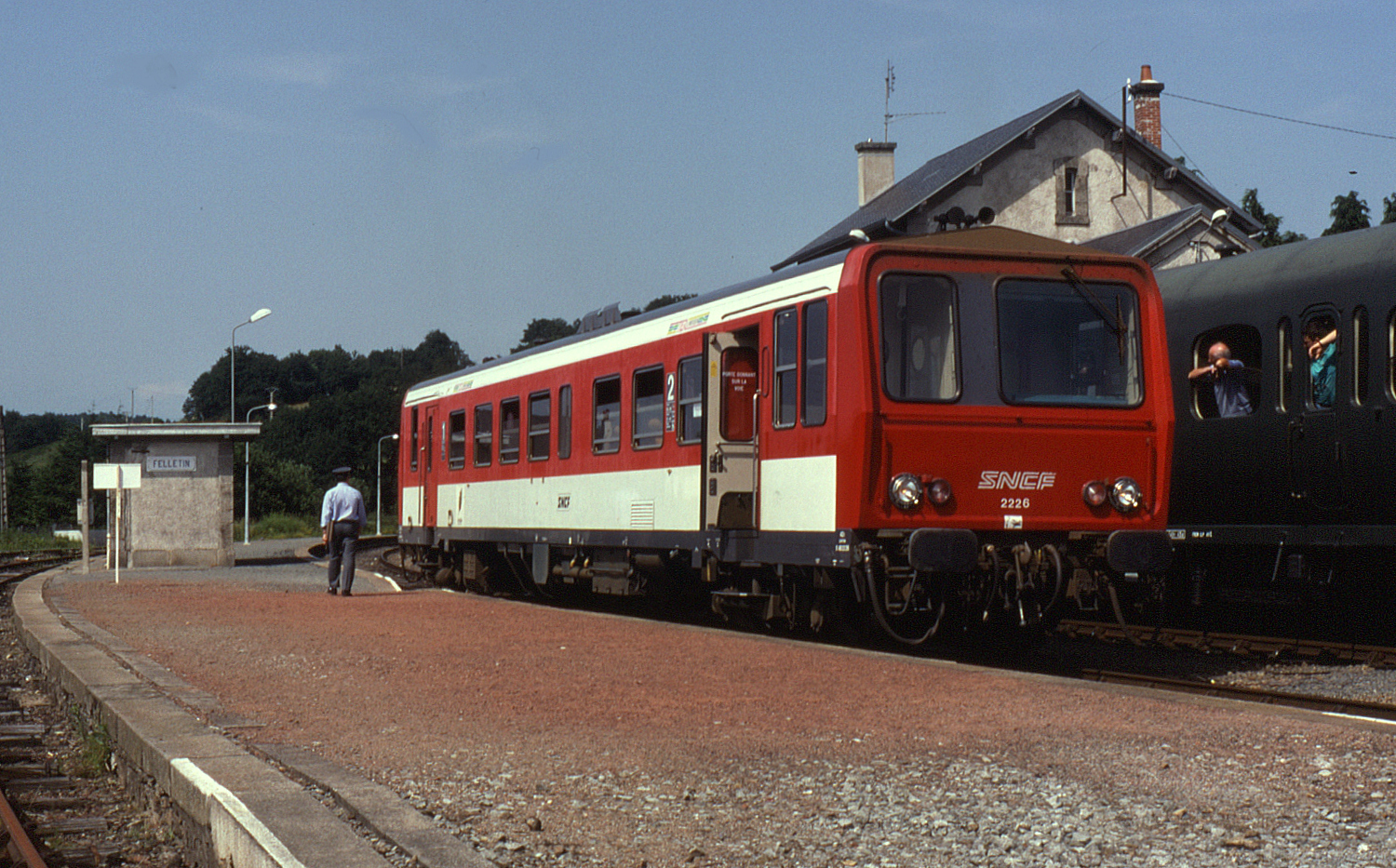
Un autorail X 2200, base du projet Z1.

La Z1 reprend la caisse et les bogies du X 2200. Les équipements électriques sont suspendus sous la caisse à la place des équipements thermiques. Un unique pantographe capte le courant en toiture ; lequel est acheminé sous la caisse par un câble qui emprunte la gaine verticale servant à l'échappement sur le X 2200.
La chaîne de traction électrique est conçue par les sociétés MTE et Jeumont-Schneider. Le moteur de traction, unique, est alimenté en courant continu par un redresseur (thyristors et diodes). D'une puissance de 520 kW, il attaque le bogie moteur par une transmission à cardans, comme sur les X 2200. L'équipement pneumatique et le système de freinage sont ceux des X 2200. La Z1 est prévue pour tracter jusqu'à trois remorques d'autorail XR 6000 légèrement modifiées.
Ce recours à des solutions techniques simples mettant en œuvre des éléments déjà éprouvés s'inscrit dans la volonté d'obtenir des coûts d'étude et de fabrication de l'automotrice les plus réduits possibles.

### Aménagements intérieurs
L'aménagement intérieur de la Z1 est calqué sur celui des autorails X 2200. Il comprend trois compartiments : un compartiment de première classe non fumeurs (8 places), un compartiment de seconde classe non fumeurs (31 places) et un compartiment de seconde classe fumeurs (20 places). Un cabinet de toilette, des strapontins et un emplacement pour fauteuil roulant complètent l'aménagement.
Comme les X 2200 et XR 6000, ainsi que les automotrices Z 7100, plus anciennes, il n'y a pas d'intercirculation possible d'une motrice ou remorque à l'autre alors que les Z2, composées de deux éléments, disposent d'une intercirculation de la motrice à la remorque.

## Abandon du projet
En 1984, la commande par la SNCF d'une version des Z2 fonctionnant sous courant alternatif monophasé (Z 11500) met un terme au projet Z1, d'autant plus qu'ANF est également partie prenante dans la construction des Z2 dont il fournit les bogies.